# Diocese de Charlottetown
A Diocese de Charlottetown (Dioecesis Carolinapolitanus) é uma diocese localizada na cidade de Charlottetown na província da Ilha do Príncipe Eduardo, pertencente a Arquidiocese de Halifax-Yarmouth no Canadá. Foi fundada em 1829 pelo Papa Pio VIII. Com uma população católica de 65.401 habitantes, sendo 42,7% da população total, possui 52 paróquias com dados de 2018.

## História
Em 11 de agosto de 1829 o Papa Pio VIII cria a Diocese de Charlottetown através da Arquidiocese de Québec. Em 1842 a diocese perde território para a criação da então Diocese de New Brunswick. Em 1852 a Diocese de Charlottetown deixa de ser parte da província eclesiástica de Québec passando a fazer parte da província de Halifax, hoje Halifax-Yarmouth.

## Lista de bispos
A seguir uma lista de bispos desde a criação da diocese em 1829.
|                 | Nome                              | Período     | Notas                                         |
| Bispos          | Bispos                            | Bispos      | Bispos                                        |
| --------------- | --------------------------------- | ----------- | --------------------------------------------- |
| 14º             | Józef Andrzej Dąbrowski, C.S.M.A. | 2023-       | Atual                                         |
| 13º             | Richard John Grecco               | 2009 - 2021 |                                               |
| 12º             | Joseph Vernon Fougère             | 1991 - 2009 |                                               |
| 11º             | James Hector MacDonald, C.S.C.    | 1982 - 1991 | Nomeado arcebispo de St. John's, Newfoundland |
| 10º             | Francis John Spence               | 1970 - 1982 | Nomeado arcebispo de Kingston                 |
| 9º              | Malcolm A. MacEachern             | 1954 - 1970 |                                               |
| 8º              | James Boyle                       | 1944 - 1954 | Faleceu no cargo                              |
| 7º              | Joseph Anthony O'Sullivan         | 1931 - 1944 | Nomeado arcebispo de Kingston                 |
| 6º              | Louis James O'Leary               | 1920 - 1930 | Faleceu no cargo                              |
| 5º              | Henry Joseph O'Leary              | 1913 - 1920 | Nomeado arcebispo de Edmonton                 |
| 4º              | James Charles McDonald            | 1891 - 1912 | Faleceu no cargo                              |
| 3º              | Peter McIntyre                    | 1860 - 1891 | Faleceu no cargo                              |
| 2º              | Bernard Donald McDonald           | 1837 - 1859 | Faleceu no cargo                              |
| 1º              | Bernard Angus MacEachern          | 1829 - 1835 | Faleceu no cargo                              |
| Bispo coadjutor |                                   |             |                                               |
|                 | James Charles McDonald            | 1890-1891   |                                               |